# 蒂莫·苏西
蒂莫·苏西（芬蘭語：Timo Susi，1959年1月25日—），芬兰男子冰球运动员。他曾代表芬兰参加1980年和1988年冬季奥林匹克运动会冰球比赛，其中1988年冬季奥运会获得一枚银牌。